# Відкритий чемпіонат США із шахів
Відкритий чемпіонат США — відкритий національний шаховий чемпіонат, який проводиться в США щорічно починаючи з 1900 року.

## Історія
До 1938 року турніри організовувала Західна шахова асоціація та її наступниця, Американська шахова Федерація (1934—1938). Від 1939 року турніри проводить Шахова федерація США (USCF) був запущений турнір з 1939 року.
У перші роки турніру кількість учасників була невеликою, і гра проходила за круговою системою з відбірковими змаганнями, фіналами чемпіонату і втішними фіналами.
Важливе нововведення припадає на 1946 рік, коли ввели Швейцарську систему, щоб визначити подальший розподіл учасників попередніх змагань у різних фінальних секціях.
Починаючи з 1947 року не було попередніх етапів. Відкритий чемпіонат США став проводиться в один етап за швейцарською системою. Протягом багатьох років турнір мав 12 або 13 раундів і тривав два тижні. Після експериментів з різними менш вимогливими форматами, останніми роками змагання мають 9 турів; турнір 2015 року проходив у 9 турів за 9 днів.
Кількість учасників зростала протягом 1950-х і 1960-х років. 1953 року в Мілвокі був 181 гравець, що було новим рекордом турніру. Клівленд 1957 року прийняв 184 гравців, а Сан-Франциско 1961 року оновив рекорд зі 198 гравцями. На турнір 1963 року в Чикаго записалось 266 шахістів, що робило його найбільшим шаховий турнір у США того часу. Турнір був трохи меншим у Бостоні в 1964 році, 229 учасників.
Опен 1983 року в Пасадені був найбільшим в історії, на нього зареєструвалося 836 гравців; також у тому турнірі взяв участь Віктор Корчной, який був претендентом в останніх двох матчах за звання чемпіона світу.
У 2000-х роках у турнірах брало участь від 400 до 500 гравців. Почала знижуватись важливість чемпіонату і кількість учасників, а часто перше місце ділили між собою багато гравців, особливо від середини 1990-х років.
Грошові призи були великими як для свого часу і це додавало популярності турніру. 1962 року вступний внесок був $20, перший приз становив 1000$, другий — $500, третій — $300, четвертий — $200, п'ятий — $100, з шостого по десятий — $50 і одинадцятого по п'ятнадцятий $25. Чемпіонка серед жінок вигравала $200, а друга призерка — $100. Додаткові грошові призи отримували найкращі учасники серед жінок, юніорів, майстрів, а також у класах А, B і C. У 2016 році гарантований призовий фонд становив $40,000, а за перше місце — $8000.

## Переможці
| No. | Рік  | Місце          | Чемпіон |
| --- | ---- | -------------- | --- |
| 1   | 1900 | Екселсіор      | Луїс Удеманн |
| 2   | 1901 | Екселсіор      | Ніколас Маклеод |
| 3   | 1902 | Екселсіор      | Луїс Удеманн |
| 4   | 1903 | Чикаго         | Макс Джадд |
| 5   | 1904 | Сент-Луїс      | Стеш Млотковскі |
| 6   | 1905 | Екселсіор      | Едвард Ф. Шредер |
| 7   | 1906 | Чикаго         | Джордж Г. Волбрехт |
| 8   | 1907 | Екселсіор      | Айнар Міхелсен |
| 9   | 1908 | Екселсіор      | Едвард П. Елліот |
| 10  | 1909 | Екселсіор      | Оскар Хаєс |
| 11  | 1910 | Чикаго         | Джордж Г. Волбрехт |
| 12  | 1911 | Екселсіор      | Чарлз Блейк |
| 13  | 1912 | Екселсіор      | Едвард П. Елліот |
| 14  | 1913 | Чикаго         | Бредфорд Б. Джефферсон |
| 15  | 1914 | Мемфіс         | Бредфорд Б. Джефферсон |
| 16  | 1915 | Екселсіор      | Джексон Віппс Шовальтер |
| 17  | 1916 | Чикаго         | Едвард Ласкер |
| 18  | 1917 | Лексінгтон     | Едвард Ласкер |
| 19  | 1918 | Чикаго         | Бора Костіч |
| 20  | 1919 | Цинциннаті     | Едвард Ласкер |
| 21  | 1920 | Мемфіс         | Едвард Ласкер |
| 22  | 1921 | Клівленд       | Едвард Ласкер |
| 23  | 1922 | Луїсвілл       | Самуель Фактор |
| 24  | 1923 | Сан-Франциско  | Стеш Млотковскі, Норман Вітакер |
| 25  | 1924 | Детройт        | Карлос Торре |
| 26  | 1925 | Седар-Пойнт    | Авраам Купчик |
| 27  | 1926 | Чикаго         | Леон Штольценберг |
| 28  | 1927 | Каламазу       | Алберт Чарлз Марголіс |
| 29  | 1928 | Саут-Бенд      | Леон Штольценберг |
| 30  | 1929 | Сент-Луїс      | Герман Г. Гелбом |
| 31  | 1930 | Чикаго         | Самуель Фактор, Норман Вітакер |
| 32  | 1931 | Талса          | Самуель Решевський |
| 33  | 1932 | Міннеаполіс    | Рубен Файн |
| 34  | 1933 | Детройт        | Рубен Файн |
| 35  | 1934 | Чикаго         | Рубен Файн, Самуель Решевський |
| 36  | 1935 | Мілвокі        | Рубен Файн |
| 37  | 1936 | Філадельфія    | Ізреєл А. Горовіц |
| 38  | 1937 | Чикаго         | Дейвід Полланд |
| 39  | 1938 | Бостон         | Ізреєл А. Горовіц, Айзек Кешден |
| 40  | 1939 | Нью-Йорк       | Рубен Файн |
| 41  | 1940 | Даллас         | Рубен Файн |
| 42  | 1941 | Сент-Луїс      | Рубен Файн |
| 43  | 1942 | Даллас         | Герман Стайнер, Деніел Яновський |
| 44  | 1943 | Сірак'юс       | Ізреєл А. Горовіц |
| 45  | 1944 | Бостон         | Самуель Решевський |
| 46  | 1945 | Піорія         | Ентоні Сантасьєр |
| 47  | 1946 | Піттсбург      | Герман Стайнер |
| 48  | 1947 | Корпус-Крісті  | Айзек Кешден |
| 49  | 1948 | Балтимор       | Вівер В. Адамс |
| 50  | 1949 | Омаха          | Алберт Сандрін мол. |
| 51  | 1950 | Детройт        | Артур Бісгаєр |
| 52  | 1951 | Форт-Ворт      | Ларрі Еванс |
| 53  | 1952 | Тампа          | Ларрі Еванс |
| 54  | 1953 | Мілвокі        | Дональд Бірн |
| 55  | 1954 | Новий Орлеан   | Ларрі Еванс, Артуро Помар |
| 56  | 1955 | Лонг-Біч       | Ніколас Россолімо |
| 57  | 1956 | Оклахома-Сіті  | Артур Бісгаєр |
| 58  | 1957 | Клівленд       | Боббі Фішер, Артур Бісгаєр |
| 59  | 1958 | Рочестер       | Ельдіс Кобо Артеага[es] |
| 60  | 1959 | Омаха          | Артур Бісгаєр |
| 61  | 1960 | Сент-Луїс      | Роберт Бірн |
| 62  | 1961 | Сан-Франциско  | Пал Бенко |
| 63  | 1962 | Сан-Антоніо    | Антоніо Медіна |
| 64  | 1963 | Чикаго         | Вільям Ломбарді, Роберт Бірн |
| 65  | 1964 | Бостон         | Пал Бенко |
| 66  | 1965 | Ріо-П'єдрас    | Пал Бенко, Вільям Ломбарді |
| 67  | 1966 | Сіетл          | Пал Бенко, Роберт Бірн |
| 68  | 1967 | Атланта        | Пал Бенко |
| 69  | 1968 | Аспен          | Бент Ларсен |
| 70  | 1969 | Лінкольн       | Пал Бенко, Артур Бісгаєр, Мілан Вукчевич                                                                                               |
| 71  | 1970 | Бостон         | Бент Ларсен |
| 72  | 1971 | Вентура        | Волтер Браун, Ларрі Еванс |
| 73  | 1972 | Атлантик-Сіті  | Волтер Браун |
| 74  | 1973 | Чикаго         | Норман Вейнстейн |
| 75  | 1974 | Нью-Йорк       | Пал Бенко, Властіміл Горт |
| 76  | 1975 | Лінкольн       | Пал Бенко, Вільям Ломбарді |
| 77  | 1976 | Ферфакс        | Анатолій Лейн, Леонід Шамкович |
| 78  | 1977 | Колумбус       | Леонід Шамкович, Енді Солтіс, Тімоті Тейлор                                                                                            |
| 79  | 1978 | Фінікс         | Джозеф Бредфорд |
| 80  | 1979 | Чикаго         | Флорин Ґеорґіу |
| 81  | 1980 | Атланта        | Джон Федорович, Флорин Ґеорґіу |
| 82  | 1981 | Пало-Альто     | Флорин Ґеорґіу, Ларрі Крістіансен, Джеремі Сілман, Нік де Фірміан, Джон Маєр                                                           |
| 83  | 1982 | Сент-Пол       | Ендрю Солтіс, Вільям Мартц |
| 84  | 1983 | Пасадена       | Ларрі Крістіансен, Віктор Корчной |
| 85  | 1984 | Форт-Ворт      | Роман Джинджихашвілі, Сергій Кудрін |
| 86  | 1985 | Голлівуд       | Яссер Сейраван, Борис Спаський, Джоель Бенджамін                                                                                       |
| 87  | 1986 | Сомерсет       | Ларрі Крістіансен |
| 88  | 1987 | Портленд       | Лев Альбурт |
| 89  | 1988 | Бостон         | Дмитро Гуревич |
| 90  | 1989 | Чикаго         | Лев Альбурт |
| 91  | 1990 | Джексонвілл    | Яссер Сейраван |
| 92  | 1991 | Лос-Анджелес   | Міхаель Рьоде, Володимир Акопян |
| 93  | 1992 | Дірборн        | Григорій Кайданов |
| 94  | 1993 | Філадельфія    | Олександр Шабалов |
| 95  | 1994 | Чикаго         | Георгій Орлов, Дмитро Гуревич, Бен Файнгольд, Смбат Лпутян, Лео Кашанскі, Алберт Чоу                                                   |
| 96  | 1995 | Конкорд        | Олексій Єрмолинський |
| 97  | 1996 | Александрія    | Габріель Шварцман |
| 98  | 1997 | Кіссіммі       | Олексій Єрмолинський |
| 99  | 1998 | Кайлуа-Кона    | Юдіт Полгар, Борис Гулько |
| 100 | 1999 | Ріно           | Олексій Єрмолинський, Олександр Гольдін, Едуардас Розенталіс, Олександр Шабалов, Габріель Шварцман, Майкл Муляр                        |
| 101 | 2000 | Сент-Пол       | Олексій Єрмолинський |
| 102 | 2001 | Фремінгем      | Олександр Войткевич, Джоель Бенджамін, Олександр Стрипунський, Фабіан Деттлінг[de]                                                     |
| 103 | 2002 | Черрі-Гілл     | Геннадій Зайчик, Наєр Євген Юрійович                                                                                                   |
| 104 | 2003 | Лос-Анджелес   | Олександр Шабалов |
| 105 | 2004 | Форт-Лодердейл | Олександр Оніщук, Родріго Васкес, Олександр Войткевич, Ільдар Ібрагімов, Андранік Матікозян[hy], Реньєр Гонсалес[es], Марсель Мартінес |
| 106 | 2005 | Фінікс         | Вадим Мілов, Джоель Бенджамін |
| 107 | 2006 | Оук-Брук       | Юрій Шульман |
| 108 | 2007 | Черрі-Гілл     | Борис Гулько, Сергій Кудрін, Бенджамін Файнголд, Олександр Шабалов, Майкл Роде, Майкл Муляр, Антон Паоло дель Мундо                    |
| 109 | 2008 | Даллас         | Олександр Шабалов, Rade Milovanović (pl), Enrico Sevillano                                                                             |
| 110 | 2009 | Індіанаполіс   | Дмитро Гуревич, Сергій Кудрін, Александр Лендерман, Олексій Єрмолинський, Яцек Стопа, Джессі Краай                                     |
| 111 | 2010 | Ірвайн         | Алехандро Рамірес |
| 112 | 2011 | Орландо        | Олександр Лендерман |
| 113 | 2012 | Ванкувер       | Мануель Леон Хойос, Дмитро Гуревич, Джон Деніел Браянт                                                                                 |
| 114 | 2013 | Медісон        | Джошуа Фрідель, Маккензі Молнер, Хуліо Садорра                                                                                         |
| 115 | 2014 | Орландо        | Конрад Холт |
| 116 | 2015 | Фінікс         | Олександр Шабалов |
| 117 | 2016 | Індіанаполіс   | Олександр Шабалов |
| 118 | 2017 | Норфолк        | Олександр Лендерман |
| 119 | 2018 | Міддлтон       | Тимур Гарєєв |
| 120 | 2019 | Орландо        | Ілля Нижник |
| —   | 2020 | не проводився  | |
| 121 | 2021 | Черрі-Гілл     | Олександр Лендерман |
| 122 | 2022 | Ранчо-Міраж    | Олексій Сорокін, Ельшан Мораді |
| 123 | 2023 | Гранд-Рапідс   | Олексій Сорокін, Ендрю Танг |
| 124 | 2024 | Норфолк        | Семен Ханін, Чжоу Цзяньчао |